# Euspilotus mormonellus
Euspilotus mormonellus är en skalbaggsart som först beskrevs av Thomas Casey 1924.  Euspilotus mormonellus ingår i släktet Euspilotus och familjen stumpbaggar. Inga underarter finns listade i Catalogue of Life.